# خليفة السبيعي
خليفة محمد تركي السبيعي (معروف أيضا باسم خليفة بن محمد السبيعي)، مولود في أول يناير 1965، هو ممول وميسر قطري لتنظيم القاعدة، ومفروض عليه عقوبات من حكومة الولايات المتحدة الأمريكية، والأمم المتحدة، وعددا من الدول والمنظمات الدولية.

## التاريخ الوظيفي
السبيعي موظف سابق في مصرف قطر المركزي المملوك للدولة. يرأس الآن مكتب خطط الإدارة المؤسسية في مجموعة بروة، وهي شركة عقارية مقرها الدوحة.

## العلاقة بالجماعات الإرهابية
شارك السبيعي في دعم الإرهاب وتمويله منذ أوائل عام 2003 على الأقل. وقد اتهم من قبل حكومة الولايات المتحدة بتقديم الدعم إلى خالد شيخ محمد، العقل المدبر لـ هجمات 11 سبتمبر على مركز التجارة العالمي، فضلا عن «تقديم الدعم إلى القيادة العليا لتنظيم القاعدة في باكستان المنطقة القبلية الصورة». كما عمل السبيعي على نقل المجندين المتطرفين إلى منشآت تدريب القاعدة في باكستان وجنوب آسيا. علاوة على ذلك، وُصف السبيعي بأنه «قناة دبلوماسية واتصالات» عاملة بين الجماعة الإرهابية وأطراف ثالثة في جميع أنحاء الشرق الأوسط.
تربط السبيعي علاقات بعبد الملك محمد يوسف عثمان عبد السلام (المعروف أيضًا باسم عمر القطري) وأشرف محمد يوسف عثمان عبد السلام. القطري، وهو أيضا ممول أمريكي، ساعد السبيعي في تحويل عشرات الآلاف من اليوروهات (التي تم جمعها عبر الإنترنت) إلى مسؤولي القاعدة.  ونسق أشرف عبد السلام، أحد مقاتلي جبهة النصرة في سوريا اعتبارًا من 2014، مع السبيعي لنقل مئات الآلاف من الدولارات إلى القاعدة.
ارتبط خليفة السبيعي بعبد الرحمن بن عمير النعيمي. النعيمي هو أحد المؤسسين الثلاثة للكرامة، وهي منظمة مزعومة للدفاع عن حقوق الإنسان. وقد صنفتها الحكومة الأمريكية النعيمي، إلى جانب عضو مؤسس آخر، كممول للقاعدة.
في 12 يناير / كانون الثاني 2013، أيد السبيعي حملة جمع التبرعات تحت اسم «مدد أهل الشام»، باستخدام حسابه الشخصي على فيسبوك.   كانت مدد مؤسسة خيرية قطرية خاصة تعمل على جمع الأموال والإمدادات لجبهة النصرة. وقد استشهد بها أعضاء الجبهة ذات مرة على أنها «إحدى القنوات المفضلة للتبرعات» في آب / أغسطس 2012. أيدت الجبهة علانية «الجمعية الخيرية» في تدوينتين منفصلتين على تويتر، أعيد نشرهما فيما بعد وشاركهما حساب مدد أهل الشام.
وفي منشور على فيسبوك في مايو 2013، أعلنت المنظمة أنها ستوسع حملتها لجمع الأسلحة، وكان المنشور مصحوبًا بتأييد فيديو من الشيخ وجدي غنيم، وهو رجل دين مصري أجبرته دوائر الهجرة على مغادرة الولايات المتحدة بعد أن زعمت أنه شارك في أنشطة لجمع التبرعات لمنظمات إرهابية.  

## اعتقال 2008
في يناير 2008، حوكم السبيعي وأدين غيابيا من قبل المحكمة الجنائية العليا في البحرين بتهمة «تمويل الإرهاب، وتلقي تدريب على الإرهاب، وتسهيل سفر الآخرين إلى الخارج لتلقي تدريب إرهابي، والانتماء إلى منظمة إرهابية». في مارس من نفس العام ألقي القبض عليه في قطر.
كشفت برقية دبلوماسية أرسلها القائم بالأعمال آنذاك مايكل راتني في مايو أن رئيس الوزراء القطري في ذلك الوقت، حمد بن جاسم بن جابر آل ثاني، كان متورطًا بشكل كبير في التعامل مع قضية السبيعي منذ "وقت مبكر جدًا". ". وتمضي البرقية لتلمح إلى أن القضية نفسها كانت نقطة خلاف بين آل ثاني ووكالات المخابرات القطرية، مشيرة إلى أنها "كانت مصدر إزعاج ثنائي كبير لأكثر من عام". لدرجة أن راتني نصح وزير الخزانة هنري بولسون بأن رفع القضية للقطريين يجب أن "يقتصر على شكرهم على تعاونهم في القضية" و "أن أي مناقشة أكثر تفصيلاً... يجب أن تتم من خلال المحامي القطري لواء وجهاز المخابرات وليس مع [آل ثاني] ".  
في 5 يونيو / حزيران 2008، صنفت وزارة الخزانة الأمريكية السبيعي مع شخصين آخرين، هما عبد الرحمن محمد جعفر علي وعادل محمد محمود عبد الخالق على أنها «قدما الدعم المالي والمادي للقاعدة.». 
تم الإفراج عن السبيعي في سبتمبر من نفس العام. أمضى ما مجموعه ستة أشهر فقط في السجن.  بعد شهر واحد من إطلاق سراحه، صنفته الأمم المتحدة في 10 أكتوبر / تشرين الأول كممول وميسر للقاعدة.
في برقية دبلوماسية أمريكية أرسلت في 5 مارس 2009، أوضح النائب العام القطري، الدكتور علي المري، أنه من أجل «منع السبيعي من مواصلة أنشطته الإرهابية، يجب إعادته إلى المجتمع... إحدى طرق كان القيام بذلك هو السماح له بالحصول على حساب مصرفي حتى يتمكن من رعاية أسرته».
على الرغم من تأكيده من قبل الحكومة القطرية بأنه «تحت السيطرة» وأن جميع حساباته «تخضع للمراقبة / التحكم من قبل البنك المركزي» (صاحب العمل السابق)، في عام 2012 تورط السبيع مرة أخرى في أنشطة تمويل الإرهاب. يُزعم أنه كان يعمل مع أردنيين (يحملان بطاقة هوية قطرية)، وحول السبيعي مئات الآلاف من الدولارات إلى القاعدة في باكستان. 
يعتقد أن السبيعي يعيش حاليا ويعمل بحرية في الدوحة، بينما يواصل تمويل ودعم الإرهاب الإسلامي في كل من العراق وسوريا. رفضت الحكومة القطرية مرارًا وتكرارًا التعليق على وضع السبيعي والعديد من ممولي الإرهاب المعينين من قبل الولايات المتحدة. 

## التصنيفات الإرهابية الدولية
| الدولة / المنظمة                        | تاريخ      |
| --------------------------------------- | ---------- |
| الولايات المتحدة الأمريكية              | 6/5/2008   |
| الأمم المتحدة                           | 10/10/2008 |
| المملكة المتحدة                         | 10/16/2008 |
| أستراليا                                | 2/20/2015  |
| إسرائيل                                 | 1/2/2013   |
| الاتحاد الأوروبي (جميع الأعضاء البلدان) | 10/10/2008 |
| اليابان                                 | 10/10/2008 |
| كوريا الجنوبية                          | 10/10/2008 |
| روسيا                                   | 10/10/2008 |